# Euphorbia calcarata
Euphorbia calcarata är en törelväxtart som först beskrevs av Diederich Franz Leonhard von Schlechtendal, och fick sitt nu gällande namn av Victor W. Steinmann. Euphorbia calcarata ingår i släktet törlar, och familjen törelväxter. Inga underarter finns listade i Catalogue of Life.